# Benjamin Hawkins
Benjamin Hawkins, connu également comme le colonel Hawkins (15 août 1754 – 6 juin 1816), est un planteur, homme politique, militaire et agent indien américain. Il fut délégué au Congrès continental et sénateur des États-Unis, ainsi qu'un diplomate américain auprès du peuple Creek. 

## Jeunesse et études
Benjamin est né le 15 août 1754, troisième fils de Philemon et Delia Martin Hawkins. La famille exploite une plantation dans le comté de Granville, qui est de nos jours le comté de Warren en Caroline du Nord. Il étudie au College of New Jersey, qui deviendra l'Université de Princeton, mais il l'abandonne lors de sa dernière année pour rejoindre l'Armée continentale. Il y est nommé colonel et sert pendant plusieurs années comme interprète de George Washington en français.

## Carrière politique
Hawkins est libéré de son service au sein de l'armée la fin de 1777, lorsque Washington peut compter sur La Fayette pour ses rapports avec la France. Il rentre chez lui et est élu à la Chambre des représentants de Caroline du Nord en 1778. Il y sert jusqu'en 1779, puis à nouveau en 1784. L'assemblée de Caroline l'envoie en tant que délégué au Congrès continental de 1781 à 1783, puis à nouveau en 1787. En 1789, il est délégué de Caroline du Nord à la Convention qui ratifia la Constitution des États-Unis. Il est élu au premier Sénat des États-Unis et y sert de 1789 à 1795. Il est ensuite nommé agent indien pour toutes les tribus situées au sud de la rivière Ohio par Washington en 1796 et occupe ce poste jusqu'à sa mort.
Son nom a été donné au fort Benjamin Hawkins créé par le gouvernement américain en 1806, à la frontière des réserves indiennes de l'ouest de la Georgie, dans ce qui sera en 1812 un poste frontière de la guerre de 1812 puis en 1823 la ville cotonnière de Macon, pivot de l'histoire de la culture du coton aux États-Unis.

## Sources
(en) « HAWKINS, Benjamin, (1754 - 1818) », sur Biographical Directory of the United States Congress